# Групата на Алекс
„Групата на Алекс“ (на италиански: Alex & Co. е италиански ситком, излъчван по Дисни Ченъл Италия, режисиран от Клаудио Норца. Сериалът разказва историята на петима приятели, които започват обучението си в гимназията.
Първият сезон на поредицата е излъчен на 11 май 2015 г. и свършва на 27 май 2015 г. Вторият сезон на поредицата е излъчен на 27 септември 2015 г. и свършва на 29 ноември същата година. На 30 януари 2016 г. е обявено, че ще има и трети сезон, който се излъчва от 24 септември 2016 г.

## Сюжет

### Сезон 1
В първия сезон на „Групата на Алекс“ се разказва за приятелите от детинство Алекс, Никол и Кристиан, които постъпват в гимназия и срещат нови приятели – Сам и Ема. Алекс – умно и смело момче, което обича да се забавлява – мисли, че колежът ще е безкраен купон. В първия учебен ден обаче той бързо разбира, че е сгрешил. Директорът г-н Ферари иска неговият колеж да запази мястото си сред първенците в академичната лига и настоява учениците да се концентрират върху традиционните предмети, вместо да се разсейват с творчески изяви като музика, пеене и театър. Алекс и неговите приятели нямат избор, освен по свой начин да дадат воля на въображението и таланта си. Те откриват изоставена стая, която преди е била кабинет по музика. Там те започват да пеят, но скоро биват разкрити и последиците не са никак приятни. Въпреки всичко, те остават заедно и не спират да   пеят.

### Сезон 2
Алекс получава от родителите новината за преместването в Америка. В същото време, Алекс измисля план, за да не се преместят – групата участва на прослушване за шоуто „Таланти“, който Алекс. Бандата се преименува на Групата на Алекс „“. Дори Линда   оформя група с Саманта,  и Ребека на име „Линдите“. С началото на новото предизвикателство на шоуто за таланти за Групата на Алекс, има много спорове и не всичко върви добре:Алекс и Никол започват да се карат и това се дължи на ревността на Алекс, докато Кристиян ще се опита да спечели сърцето на Ема. Опитите му, обаче, често ще бъдат провалени, защото Линда има план, който ще накара Ема да си падне по Барто. Дори и при шоуто „Таланти“ възникват проблеми, когато един от съдиите се оказва г-н Смита. Сам започва да дава уроци по математика на Милена и двамата започват да съчувстват симпатия един към друг. Сам открива в нея напълно различен характер. В шоуто за таланти момчетата достигат до финала, но напрежението между членовете на групата става все по-тежко, докато не стигнем до разпускането на Alex & Co. Сега Алекс се озовава сам и мисли, че е нужно да подпише договора предложен от известен продуцент. Въпреки това при подписването осъзнава, че всичко е наред, и той става reacquainted с Никол, преди и след влизането на групата, готов да се изправи на финала. Междувременно Кристиян успява да спечели Ема и двамата се събират, докато Сам е преодолява срамежливостта и е готов да каже на другите за отношенията му с Ребека. С шанс момчетата откриват, че песента на Лъчите е била продадена на Виктория Уилямс от г-н Смит, но групата решава да не казват нищо, защото те искат да спечелят Таланти с техни усилия. През последната нощ Алекс получава новината, че малката му сестра е на път да се роди и работи в болницата, за да я види, но след това тя отива назад във времето, за да се изпълни. Преди обявяването на победителя Сам целува Ребека пред Линда: сега те могат да бъдат заедно. Ребека и Линда Barto реши да се разбунтува и причина е оставено на Том. Моментът на Съобщението дойде, но малко преди обявяване на победителите, The Alex & Co. съобщи измамата на г-н Смит. The Alex & Co. сега са щастливи: те просто спечели шоуто за таланти, но Никол не е щастлива. Тя бяга зад кулисите и разкрива на Алекс, че това не е нейния начин, в същото време, обаче, директора на колежа Ферари е уволнен от Виктория Уилямс притежателката. Въпреки това, преди да напусне веднъж завинаги си кабинет, оставяйки писмо до адресира на Уилямс.

### Сезон 3
Наближава новата учебна година в Института Мелшер, където е пристигнала новата ученичка Клио. Момичето, което крие голяма тайна, ще има много сложна връзка с Алекс. От друга страна, Ема ще има сериозни здравословни проблеми поради уволнението на баща си. Това ще я отведе от мечтата ѝ, приятелите ѝ, приятеля си Кристиан и записването на албума, който подготвят за звукозаписната компания. Когато нещата започват да вървят в правилната посока, ще се появи маскиран певец, който е започнал да успява в интернет, променяйки равновесието на групата.
| Сезон | Сезон             | Епизоди | Италия            | Италия           | България         | България          |
| Сезон | Сезон             | Епизоди | Начало            | Край             | Начало           | Край              |
| ----- | ----------------- | ------- | ----------------- | ---------------- | ---------------- | ----------------- |
|       | 1                 | 13      | 11 май 2015       | 27 май 2015      | 1 февруари 2016  | 17 февруари 2016  |
|       | 2                 | 18      | 27 септември 2015 | 29 ноември 2015  | 10 октомври 2016 | 2 ноември 2016    |
|       | 3                 | 20      | 24 септември 2016 | 18 февруари 2017 | 8 май 2017       | 15 септември 2017 |
|       | Специални епизоди | 4       | 26 юни 2017       | 29 юни 2017      | 2019             | 2019              |

## Каст и герои

### Главни герои
- Алекс Леони (Leonardo Cecchi) е едно добро, приятно, интелигентно петнайсетгодишно момче, което винаги защитава нуждаещите се. Старае се да бъде полезен на всички. В първите учебни дни в гимназията, той веднага намира момиче, което да му открадне сърцето – Ема млада, красива съученичка, която също го харесва. В края на годината обаче осъзнава, че вече не изпитва същите чувства към нея, а към Никол. Във втория сезон той получава съперник в любовта за Никол-(Дейвид).
- Ема Ферари (Beatrice Vendramin) е красиво, приятно, слънчево момиче. Заради красотата си е обичана от всички и тя много добре го знае. На външен вид изглежда смела и уверена, но всъщност в края се оказва, че не е и търси одобрението на приятелите си. Тя крие огромна тайна: дъщеря е на директора Ферари, но впоследствие всички научават. Тя харесва музиката и Алекс в началото на сезона, но с течение на времето разбира, че те не са един за друг. Нейната голяма страст и сила е пеенето: именно нейна и на Алекс е идеята да сформират бандата. Но в пеенето е възпрепятствана от баща си директора на Колежа.
- Никол де Понте (Eleonora Gaggero) е много добра приятелка на Алекс от детство. Тя е великодушна, щедра красива и срамежлива. Тя приема нещата много на сериозно и винаги, когато нещо не тръгва на добре, се опитва да го поправи. Бива я в пеенето, но се срамува да пее пред публика. Този страх го превъзмогва с времето. През лятото тя е осъзнала, че Алекс за нея не е само приятел, ами и нещо повече. След дълга „политическа“ битка, тя успява да спечели мястото за президент на ученическия съвет. В края на 1 сезон се събира с Алекс.
- Самуеле Коста (Federico Russo) е много прилежен ученик, трудещ се, отговорен, но срамежлив. Има много високи оценки и мечтата му е да бъде студент в един от най-престижните университети, но няма финансовите възможности, затова работи почасово. Тайно влюбен е в Никол. В сезона неговият персонаж се развива и става все по самоуверен.
- Кристиан Алеси (Saul Nanni) е най-добрият приятел на Алекс още от детство. Той е винаги бодър, приятен, но не ѝ самонадеян. В отбора той бива заместван от Том заради контузия. Той е харесван от много момичета включително и Линда, която той не приема за гадже. По-късно установява, че харесва Ема.

### Второстепенни герои
- Линда Росети (Roberta Di Michele) се смята за кралицата на гимназията, приятелка е на Том, но си пада по Кристиян, който не отвръща на чувствата ѝ. Винаги до нея са Киара, Ребека и Саманта и я подкрепят срещу всички. Целта ѝ е да саботира групата на Алекс. Във 2-рия сезон тя ревнува от това че Ема и Кристиян са заедно.
- Том (Daniele Rampello) е капитан на футболния отбор на гимназията, въпреки че е за втора година в това училище. Той ненавижда Алекс и приятелите му и иска да се отърве от тях с помощта на Барто и Линда. Той мрази много Кристиян, защото му отнема мястото в отбора.
- Ребека (Giulia Guerrini) е най-добрата приятелка на Линда и се мисли за късметлийка, понеже е близка с най-популярното момиче в колежа. Тя е вярна на Линда и я подкрепя безусловно, но по-късно ѝ се възпротивява заради Сам.Със сестра си Киара се махат от Линдите.
- Саманта (Asia Corvino) е красива, но глупава. Също е член на малката групичка на Линда. Почитателка на модата, нейният истински талант е да имитира хората.
- Барто (Anis Romdhane) е верният помощник на Том и също играе във футболния отбор. Слаб ученик и вечно създаващ проблеми, Барто е побойникът на Колежа.
- Клио (Miriam Dossena) затворено в себе си момиче с мрачно минало. Персонаж от 3 сезон.
- Директор Аугусто Ферари (Roberto Citran) е директор на колежа и баща на Ема. В 1-вия сезон тя го крие от прятелите си. А във 2-рия е заместен от Виктория Уилямс (майка на Линда) която става собственичка на колежа след като го купува.
- Нина (Debora Villa)е санитар на колежа тя е приятелка с Алекс и неговата група. Във 2-рия сезон след като Виктория Уилямс купува колежа тя докарва група репортери които да снимат репортаж. Нина има шансът да я унизи с майка и, и започват да снимат клип как те двете помагат на Нина.
- Виктория Уилямс(Chiara Lezzi Choen) купува института. Като функцията на Ферари е обезсмислена.
- Професор Строци (Nikola Stravalaci) e (наричан „Скорпиона“ от повечето ученици). Е много строг учител. В първия сезон за малко да стане директор на училището но Алекс спасява положението и той не успява.
- Професор Белли (Michele Cesari) е много добър учител по литература. Той помага на групата на Алекс да станат по-добри. В първия сезон той е уволнен след като директорът разбира че те са тайно в старата музикална зала. А във втория той се връща заради това че групата на Алекс печели състезанието по литература.
- Дейвид (Jacopo Coleschi) е помощника на главния готвач и харесва Никол въпреки че има връзка с Алекс.
- Репортера на „Таланти“ (Jody Cecchetto)
- Бащата на Кристиян (Igor Barbazza)
- Майката на Кристиян (Linda Collini)
- Бабата на Сам (Gabriella Franchini)
- Майката на Никол (Sara Ricci)
- Бащата на Никол (Ricardo Festa)
- Майката на Алекс (Elena Lietti)
- Братът на Алекс Джо (Enriko Oeticker)
- Бащата на Алекс (Massimiliano Magrini)
- Диана (Sara Borsarelli) е музикален продуцент, чиято основна задача е да запише албум с Групата на Алекс след участието им в предаването „Таланти“.
- Сара (Enrica Pintore)

### Песни
Песните са общо 9. Две в първия сезон и още седем във втория. На 29 януари 2016 е бил освободен първия музикален албум на поредицата, We Are One. Албумът съдържа:
1. Music Speaks, изпята от Leonardo Cecchi, Beatrice Vendramin, Eleonora Gaggero, Saul Nanni и Federico Russo
2. All The While, изпята от Leonardo Cecchi и Eleonora Gaggero
3. Unbelievable, изпята от Leonardo Cecchi, Beatrice Vendramin, Eleonora Gaggero, Saul Nanni и Federico Russo
4. Truth or Dare, изпята от Leonardo Cecchi, Beatrice Vendramin, Eleonora Gaggero, Saul Nanni и Federico Russo
5. Likewise, изпята от Giulia Guerrini и Federico Russo
6. Oh My Gloss!, изпята от Lucrezia Roberta di Michele, Giulia Guerrini и Asia Corvino
7. Incredibile (италианската версия на песента Unbelievable), изпята от Leonardo Cecchi и Beatrice Vedramin
8. Music Speaks Remix, изпята от Leonardo Cecchi, Beatrice Vendramin, Eleonora Gaggero, Saul Nanni и Federico Russo
9. I love you изпята от Ashli Bin и Tomas Ever
10. Wake Up (бонус песен), изпята от The Vamps

#### Сезон 1
1. Music Speaks (началната песен) изпята от Sound Aloud (който ще се превърне в Алекс & Co. във втория сезон)
2. All The While изпята от Leonardo Cecchi и Eleonora Gaggero (Алекс и Никол).

#### Сезон 2
1. We Are One, изпята от Алекс & Co.
2. Likewise, изпята от Giulia Guerrini и от Federico Russo (Ребека и Сам)
3. Unbelievable, изпята от Алекс & Co.
4. Oh My Gloss!, изпята от Линда и компания (Lucrezia Di Michele, Giulia Guerrini и Asia Corvino)
5. Truth or Dare, изпята от Алекс & Co.
6. Music Speaks (специална версия) изпята от Carola Campagna
7. We Are One (специална версия) изпята от Carola Campagna.
8. I love youизпята от Ashli Bin и Tomas Ever (Киара и Себ)

#### Сезон 3
1. The Magic Of Love, изпята от Leonardo Cecchi

## Международно предаване
| Държава              | Канал                            | Премиера         | Заглавие         | Източници         |
| -------------------- | -------------------------------- | ---------------- | ---------------- | ----------------- |
| Италия               | Disney Channel Italy             | 11 май, 2015     | Alex & Co.       | [ 1 ]             |
| Швеция · Дания       | Дисни Ченъл                      | 13 октомври 2015 | Alex & Co.       | [ 2 ]             |
| България             | Дисни Ченъл България             | 1 февруари 2016  | Групата на Алекс | [ 3 ] [ 4 ]       |
| Румъния              | Дисни Ченъл Румъния              | 1 февруари 2016  | Alex și trupa    | [ 5 ]             |
| Полша                | Дисни Ченъл Полша                | 17 октомври 2015 | Alex i spółka    | [ 6 ]             |
| Франция              | Дисни Ченъл Франция              | 4 ноември 2015   | Alex & Co.       |                   |
| Нидерландия · Белгия | Дисни Ченъл Нидерландия и Белгия | 22 ноември 2015  | Alex & Co.       |                   |
| Испания              | Дисни Ченъл Испания              | 11 януари 2016   | Alex & Friends   |                   |
| Чехия                | Дисни Ченъл Чехия                | 6 февруари 2016  | Alex & spol.     | [ 7 ] [ 8 ] [ 9 ] |
| Унгария              | Дисни Ченъл Унгария              | 6 февруари 2016  | Alex és bandája  | [ 7 ] [ 8 ] [ 9 ] |
| Германия             | Дисни Ченъл Германия             | 24 април 2016    | Alex & Co.       | [ 10 ]            |

## Аудитория
Последният епизод, който е излъчен на 27 май 2015 има около 250 000 зрители пред телевизора: 250 хил. (4 – 16 годишна възраст), от които 120 хил. момичета между възраст 8 – 16 години.

## В България
„Групата на Алекс“ се излъчва по локалната версия на Дисни Ченъл от 2016 г.
Нахсинхронен дублаж
| Роля           | Изпълнител |
| -------------- | --- |
| Алекс Леони    | Цвети Пеняшки |
| Никол де Понте | Августина-Калина Петкова |
| Ема Ферари     | Надежда Панайотова |
| Кристиан Алеси | Петър Бонев |
| Други гласове  | Росен Русев Нина Гавазова Яна Огнянова Цветослава Симеонова Стоян Цветков Елена Грозданова Георги Стоянов Тодор Георгиев Мими Йорданова Василка Сугарева Нели Монеджикова Здравко Димитров Христо Димитров Константин Лунгов Димитър Живков Енри Колев |

| Обработка              | Александра Аудио |
| ---------------------- | ---------------- |
| Изпълнителен продуцент | Васил Новаков    |
| Режисьор на дублажа    | Мариета Петрова  |